# Сан-Каетану (Кантаньєде)
Сан-Каетану (порт. São Caetano; МФА: [ˈsɐ̃w kɐ.i.ˈtɐ.nu]) — парафія в Португалії, у муніципалітеті Кантаньєде. Розташована в західній частині країни, на теренах історичної португальської провінції Бейра. Входить до складу округу Коїмбра. За адміністративним поділом, чинним до 1976 року, терени парафії були складовою провінції Берегова Бейра. Належить до Коїмбрської діоцезії Католицької церкви. Патрон — святий Каетан. Площа — 19,0381 км². Населення — 801 ос. (2011). Слабо урбанізований регіон. Густота населення — 42,07 осіб/км²
. Код — 060215.

## Населення
| 1991 | 2001 | 2011 |
| 932  | 935  | 801  |